# LaFee (album)
 (juin 2022).
Si vous disposez d'ouvrages ou d'articles de référence ou si vous connaissez des sites web de qualité traitant du thème abordé ici, merci de compléter l'article en donnant les références utiles à sa vérifiabilité et en les liant à la section « Notes et références ».
Pour la chanteuse, voir LaFee.
Albums de LaFee
Jetzt erst recht
(2007)
Singles
LaFee est le premier album studio de la chanteuse LaFee sorti le 23 juin 2006. Cet album existe sous deux versions. Une version normale et une version Bravo, avec des chansons en plus.

## Liste des chansons
1. Prinzesschen - 4:20
2. Virus - 3:57
3. Mitternacht- 4:46
4. Wo bist du - 4:42
5. Verboten - 3:48
6. Halt mich - 3:37
7. Das Erste Mal - 3:20
8. Du lebst - 4:26
9. Was ist das - 3:56
10. Lass mich frei - 3:28
11. Sterben für dich - 3:00
12. Wo bist du (Heavy Mix) - 3:40

### Édition Spéciale
1. "Warum" - 3:39

### Bravo Edition
1. "Virus" (Piano version) - 3:53
2. "Sterben für dich" (Piano version) - 3:01
3. "Lass mich frei" (Piano version) - 2:54
4. "Das erste Mal" (Piano version) - 3:07
5. "Mitternacht" (Piano version) - 3:01
6. "Warum" - 3:35

## Accueil

### Charts
| Charts    | Meilleure position | Certification |
| --------- | ------------------ | ------------- |
| Allemagne | 1                  | Platine       |
| Autriche  | 1                  | Platine       |
| Suisse    | 19                 |               |